# Batalla de Mohács (1526)
|  | No s'ha de confondre amb Batalla de Mohács (1687). |

La batalla de Mohács, lluitada el 29 d'agost de 1526 a prop de Mohács al Regne d'Hongria va significar l'inici de la dominació otomana sobre Hongria.

## Antecedents
Les potències d'Europa occidental estaven ocupades en la guerra italiana. França va buscar per primera vegada aliats a Europa de l'Est contra l'emperador Carles. L'enviat francès Antonio Rincon va visitar Polònia i Hongria diverses vegades entre 1522 i 1525. Després de la batalla de Bicocca de 1522, Francesc I de França va intentar sense èxit aliar-se amb Segimon el Vell de Polònia, i la cort reial hongaresa també va rebutjar l'oferta francesa, a diferència de János Szapolyai, el voivoda de Transsilvània, que va mostrar la voluntat de cooperar amb els francesos. Francesc I de França va ser derrotat en la batalla de Pavia el 24 de febrer de 1525 i després de diversos mesos empresonat es va veure obligat a signar el Tractat de Madrid. En un moment crucial de la diplomàcia europea, Francesc va formar una aliança franco-otomana amb Solimà I el Magnífic contra Carles V. Per alleujar la pressió dels Habsburg sobre França, el 1525 Francesc va demanar a Solimà que fes la guerra a l'Imperi, i el camí el va conduir a través d'Hongria.
El jove Lluís II d'Hongria va demanar ajuda als prínceps europeus, però només el rei Enric VIII d'Anglaterra va oferir ajuda i el Papa va oferir 50.000 peces d'or, mentre que ni Carles V ni Ferran d'Habsburg (Arxiduc d'Àustria, cunyat del rei hongarès) no van fer res perquè els exèrcits dels Habsburg encara estaven als camps de batalla d'Itàlia.

## La batalla
Les forces del Regne d'Hongria, liderades pel rei Lluís II d'Hongria foren derrotades per les forces de l'Imperi Otomà liderades per Solimà el Magnífic. De fet, el rei hongarès va morir en aquesta batalla.

## Conseqüències
La victòria otomana va provocar el final de la dinastia Jagelló i la partició d'Hongria, durant dècades entre el Sacre Imperi Romanogermànic en virtut dels drets de la germana de Lluís II d'Hongria, entre l'Imperi Otomà, que va dominar la major part del territori, i el principat de Transsilvània sota l'esfera otomana. Les parts d'Hongria que van quedar sota el control austríac van esdevenir l'Hongria Reial.